# Коте, Обер
Обер Коте (фр. Aubert Côté; 22 марта 1881, Бомон, Квебек, Канада — 27 мая 1938, Прово, США) — канадский вольный борец, бронзовый призёр летних Олимпийских игр 1908.
На Играх 1908 в Лондоне Коте соревновался в весовой категории до 54,0 кг. Выиграв одну схватку, он проиграл в полуфинале, но смог победить во встрече за третье место и получил бронзовую медаль.